# Kulm (Triesenberg)
Der Kulm (von alemannisch Gulm oder rätoromanisch cuolm(en)) ist ein Bergübergang im Rätikon in Liechtenstein. Er liegt auf dem Gebiet der Gemeinde Triesenberg und verbindet das Tal des Alpenrheins im Westen mit dem Saminatal im Osten. Die Passhöhe liegt auf 1472 m Höhe. Seit 1867 und 1947 führen zwei Tunnel auf 1430 und 1260 m Höhe durch den Berg.
Nach urkundlichen Belegen wurde auch der ganze Berggrat vom Chrüppel (1707 m) im Süden bis zum Alpspitz (1996 m) im Norden als Kulm bezeichnet; beispielsweise als Silumerkulm bei Silum und Alpakulm bei der Alp Bargälla.

## Geschichte
Über den Kulm führte schon in der Spätbronzezeit ein Weg. Im Jahr 1963 wurde auf etwa 1470 m Höhe eine bronzene Lanzenspitze gefunden, die auf das 12. oder 11. Jahrhundert vor Christus datiert werden kann.
In Steg wurden seit dem 14. Jahrhundert die Alpen bewirtschaftet. Ein Kaufbrief von 1378 erwähnt erstmals den Gulmen. 1615 erwarben Bauern aus der Gemeinde Triesenberg wurde Chleistäg (Klein-Steg) und 1652 Grossstäg (Gross-Steg).
Die Bauern überquerten bis zu zweimal täglich den schmalen und steilen Saumpfad, der oftmals von Schnee freigehalten werden musste. Ab dem Jahr 1864 wurde die erste geschotterte Strasse zwischen Vaduz und Malbun angelegt. Auf einer Höhe von 1430 m wurde 1867 «das» 48 m lange «alte Tunnel» (umgangssprachlich Ds alt Tonäll) durch den Kulm getrieben. Die morsche, hölzerne Aussteifung des Tunnels wurde 1899 durch Mauerwerk ersetzt. Die einzige befahrbare Strasse begünstigte den Tourismus. In Malbun und auf der Alpe Sücka wurden 1908 und 1925 «Kurhäuser» errichtet.
Die Gelder für einen neuen Tunnel Gnalp–Steg genehmigte der Landtag 1945. Nach siebenmonatiger Bauzeit erfolgte am 4. September 1946 der Durchschlag und am 4. Dezember 1947 die Einweihung. Er ist 740 m lang und seine Portale liegen auf 1253 m im Westen und 1270 m im Osten. Der Tunnel wurde von 1989 bis 1994 saniert. Eine Volksabstimmung sprach sich gegen den Bau eines neuen, längeren Tunnels aus.

## Verkehr
Der moderne Tunnel ist ganzjährig für Pkw zweispurig und für Fahrzeuge über 3,5 t in Einbahnregelung befahrbar. Die Strasse im Steg zum alten Tunnel wird seit 1963 im Winter als Naturrodelbahn genutzt.

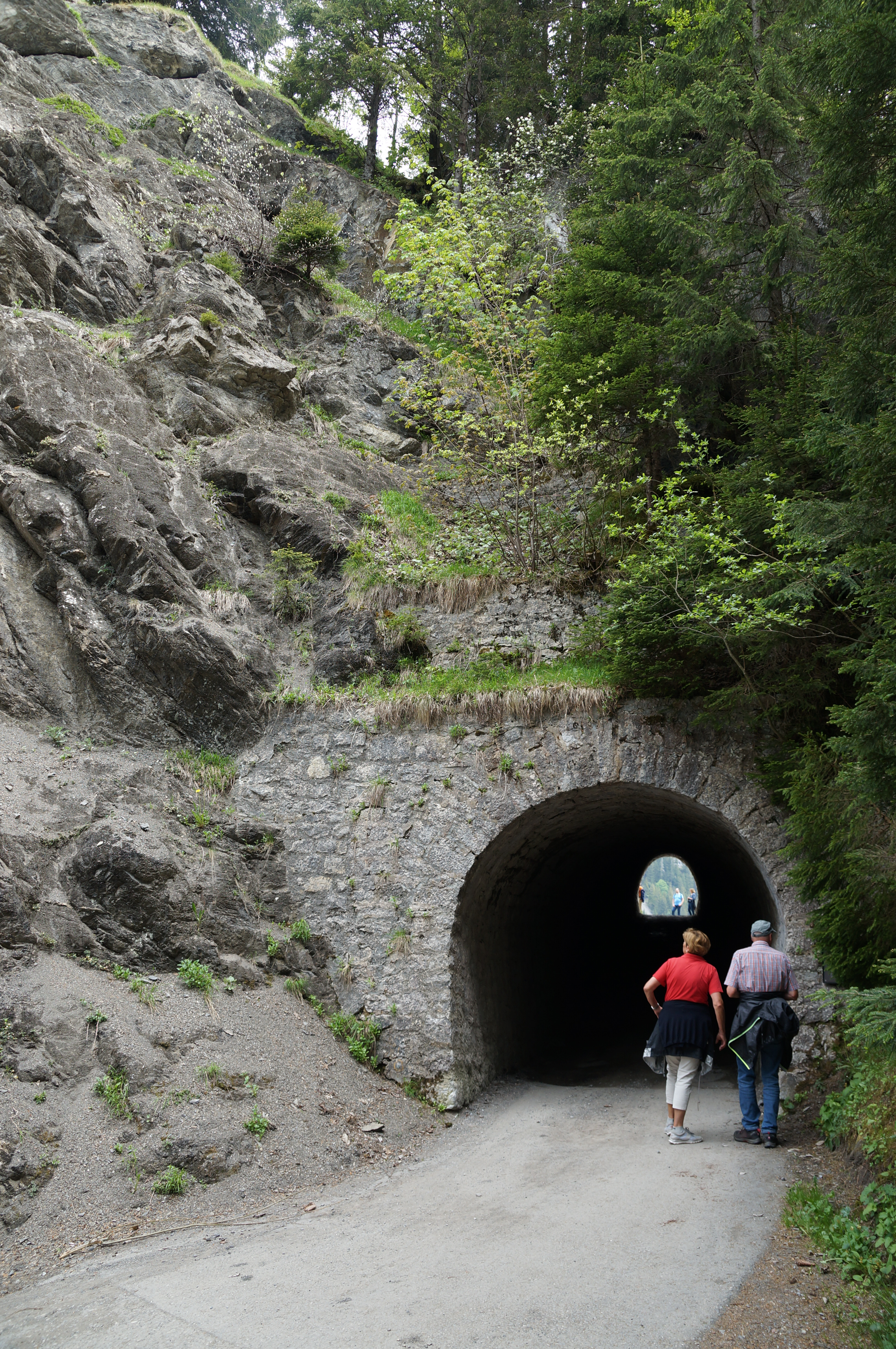
Westportal des alten Tunnels
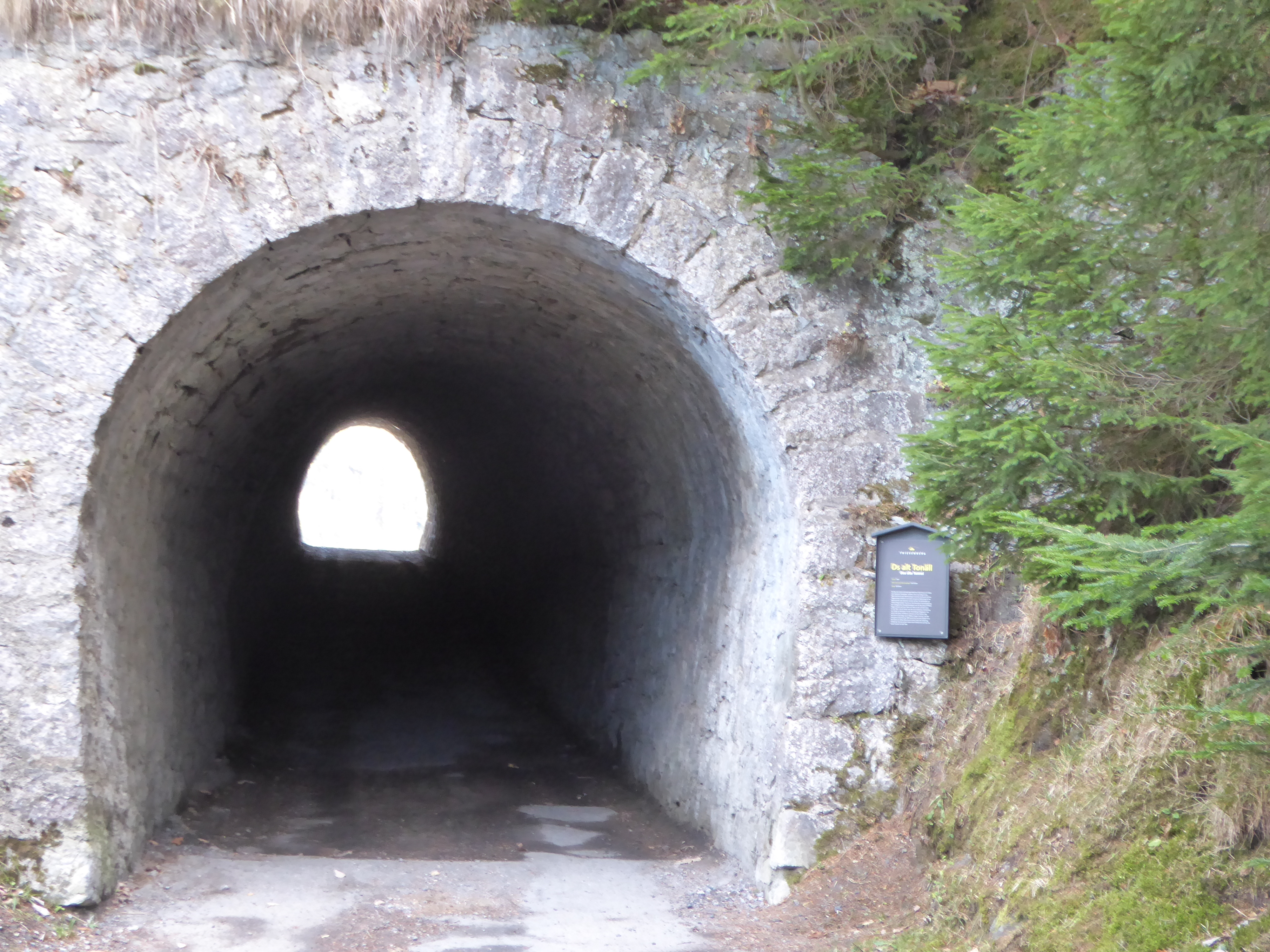
Alter Tunnel
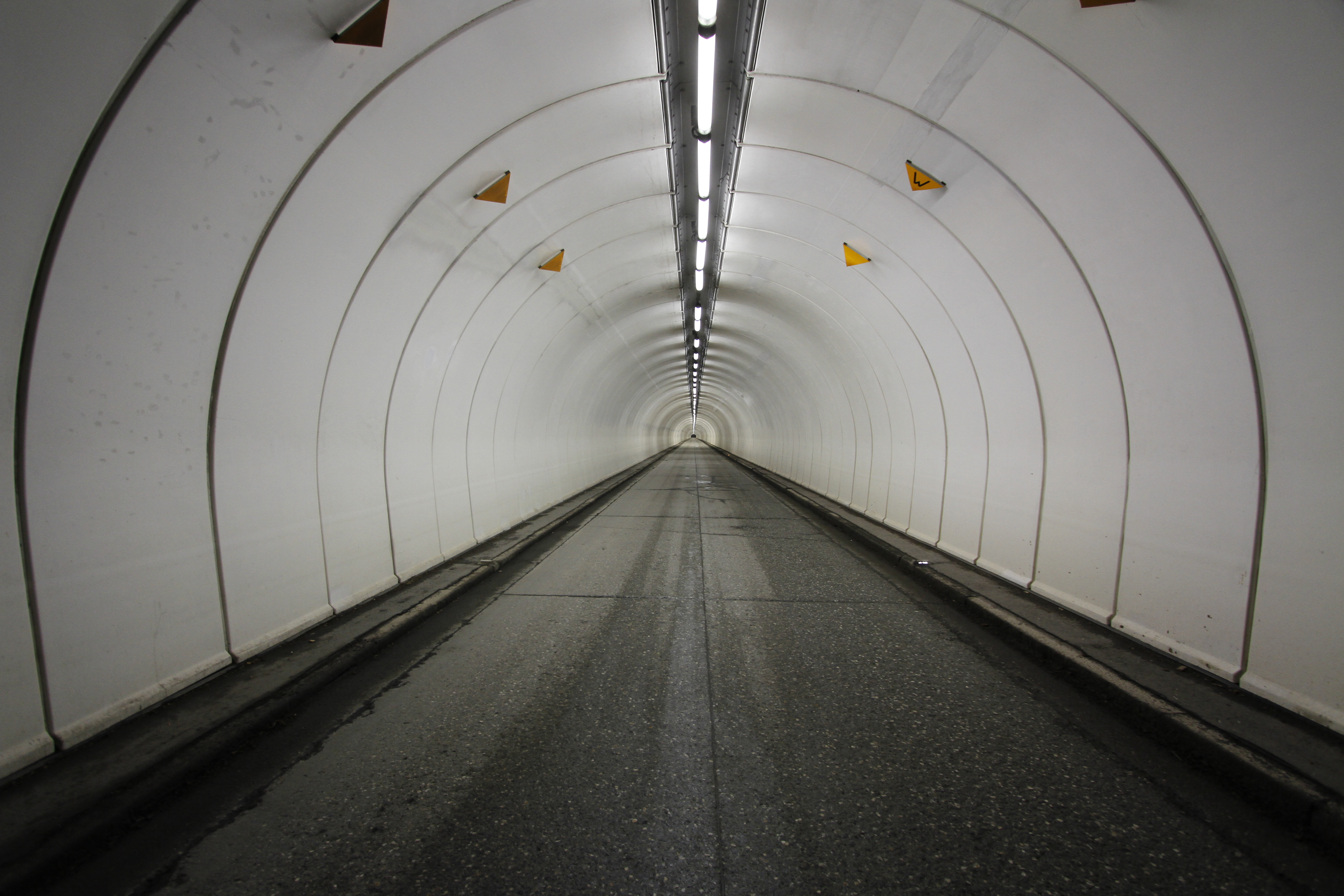
Neuer Tunnel (2013)